# مارتن سانت لويس
مارتن سانت لويس هو لاعب هوكي الجليد كندي، ولد في 18 يونيو 1975 في لافال في كندا.

## وصلات خارجية
- مارتن سانت لويس على موقع دوري الهوكي الوطني (الإنجليزية)
- مارتن سانت لويس على موقع إي إس بي إن.كوم (أن.إتش.أل) (الإنجليزية)
- مارتن سانت لويس على موقع قاعة مشاهير الهوكي (لاعب أن.إتش.أل) (الإنجليزية)
- مارتن سانت لويس على موقع EliteProspects.com (الإنجليزية)
- مارتن سانت لويس على موقع HockeyDB.com (الإنجليزية)
- مارتن سانت لويس على موقع Hockey-Reference.com (الإنجليزية)
- مارتن سانت لويس على موقع اللجنة الأولمبية الدولية (الإنجليزية)
- مارتن سانت لويس على موقع أوليمبيديا (الإنجليزية)
- مارتن سانت لويس على موقع اللجنة الأولمبية الكندية (الإنجليزية)
- مارتن سانت لويس على موقع الموسوعة البريطانية (الإنجليزية)
- مارتن سانت لويس على موقع إن إن دي بي (الإنجليزية)